# Luís Washington Vita
Luís Washington Vita (São Paulo, 23 de março de 1921 – 28 de outubro de 1968) foi um filósofo, advogado e jornalista brasileiro.
Foi um importante filósofo, que publicou obras de maneira a difundir o conhecimento filosófico, principalmente aquele produzido no Brasil.

## Biografia
Luís nasceu na capital paulista em 1921. Era filho de Antonio Vita e Angelina Maffei Vita. Cursou o então primário no Colégio Nossa Senhora da Glória, no Cambuci e o ensino médio no Colégio Anglo-Latino. Graduou-se no curso de filosofia da Universidade de São Paulo e depois em direito pela Universidade Federal do Rio de Janeiro. Retornou à USP para defender o doutorado em direito. Além de 
Atuou em diversas instituições, tanto públicas como particulares. Foi redator dos Diários Associados de São Paulo. Foi secretário executivo do Fórum Roberto Simonsen, órgão promocional de Cultura do Centro das Indústrias do Estado de São Paulo, foi diretor-secretário do Instituto Brasileiro de Filosofia (seção de São Paulo) e procurador-chefe do município de São Paulo, onde exerceu também o cargo e função de procurador assistente da diretoria de Assuntos Jurídicos da Prefeitura de São Paulo.
Na área acadêmica, foi professor na Escola de Sociologia e Política de São Paulo, onde ministrou as disciplinas de Filosofia e Filosofia Social (1964-1967). Foi professor visitante da Universidade do Panamá e membro honorário das Universidades Nacionais Argentinas. Foi professor e conferencista em várias instituições de outros países, como Estados Unidos e Canadá.
Publicou cerca de 20 títulos sobre: história da filosofia, filosofia da arte e filosofia do direito. Contribuiu com seus estudos filosóficos para maior compreensão do papel do ser humano na sociedade. Em uma de suas publicações intitulada Momentos Decisivos do Pensamento Filosófico, de 1964, Luís apresenta os textos mais significativos dos grandes pensadores, de Platão a Jean-Paul Sartre, organizados e precedidos de breves exposições a propósito das épocas filosóficas, bem como de breves dados bibliográficos dos autores apresentados.

## Morte
Luís morreu prematuramente em 28 de outubro de 1968, na capital paulista, aos 47 anos, devido a um infarto.